# 察隅紫柄蕨
察隅紫柄蕨（学名：Pseudophegopteris zayuensis）为金星蕨科紫柄蕨属下的一个种。

## 扩展阅读
- 維基物種上的相關：察隅紫柄蕨